# José Tupinambá da Frota
Dom José Tupinambá da Frota (Sobral, 10 de setembro de 1882 — Sobral, 25 de setembro de 1959) foi um bispo católico brasileiro. Foi o primeiro bispo de Sobral e o segundo bispo de Uberaba.

## Biografia
Filho de Manoel Artur da Frota (1852 - 1928) e Raimunda Artemísia Rodrigues Lima (1855 - 1936), nasceu em 10 de setembro de 1882. Ingressou na Pontifícia Universidade Gregoriana, em Roma, recebendo o grau de doutor em filosofia e em teologia. Morou no Colégio Pio Brasileiro e em 1905 ordenou-se sacerdote. Retornou ao Brasil em 1906, tendo lecionado no Seminário Maior do Ipiranga, em São Paulo.
Em 1908 foi nomeado vigário de Sobral e em 1916, criado o bispado da cidade, foi eleito o primeiro bispo, permanecendo no cargo até 1923, quando foi transferido para diocese mineira de Uberaba. No ano seguinte, porém, foi nomeado novamente bispo de Sobral, diocese na qual permaneceu até falecer em 1959. Fundou:
- o Seminário da Betânia - Diocesano
- os Colégios Sobralense e Santana
- o Abrigo Sagrado Coração de Jesus
- o Patronato Imaculada Conceição
- o Museu Diocesano
- a Santa Casa de Misericórdia

Estudioso da genealogia, foi sócio correspondente da Academia Cearense de Letras, do Instituto do Ceará e do Instituto Brasileiro de Genealogia.

## Obras
- História de Sobral
- Traços Biográficos de Manuel Artur da Frota